# Försäljning av Saab 39 Gripen

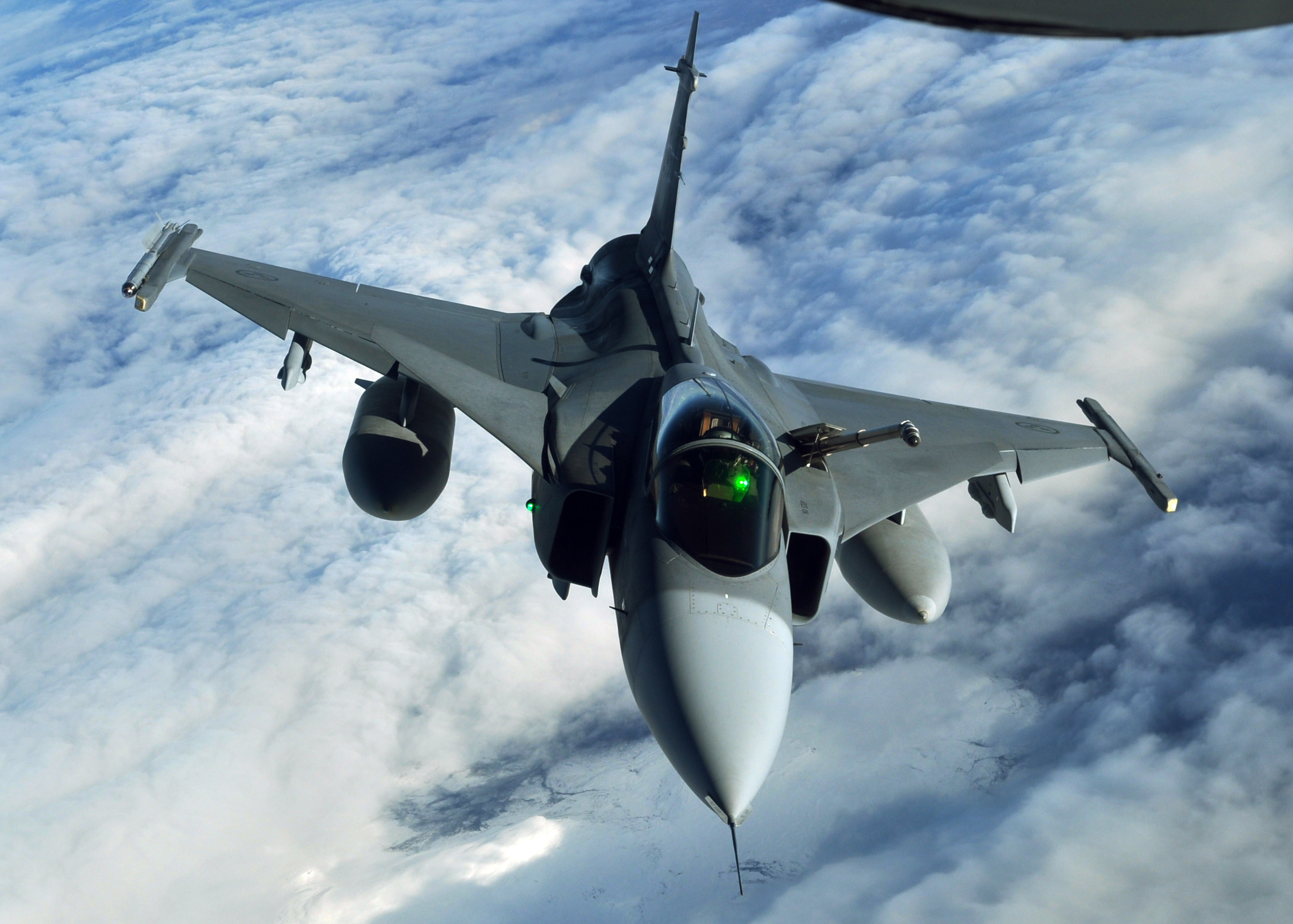
JAS 39 Gripen

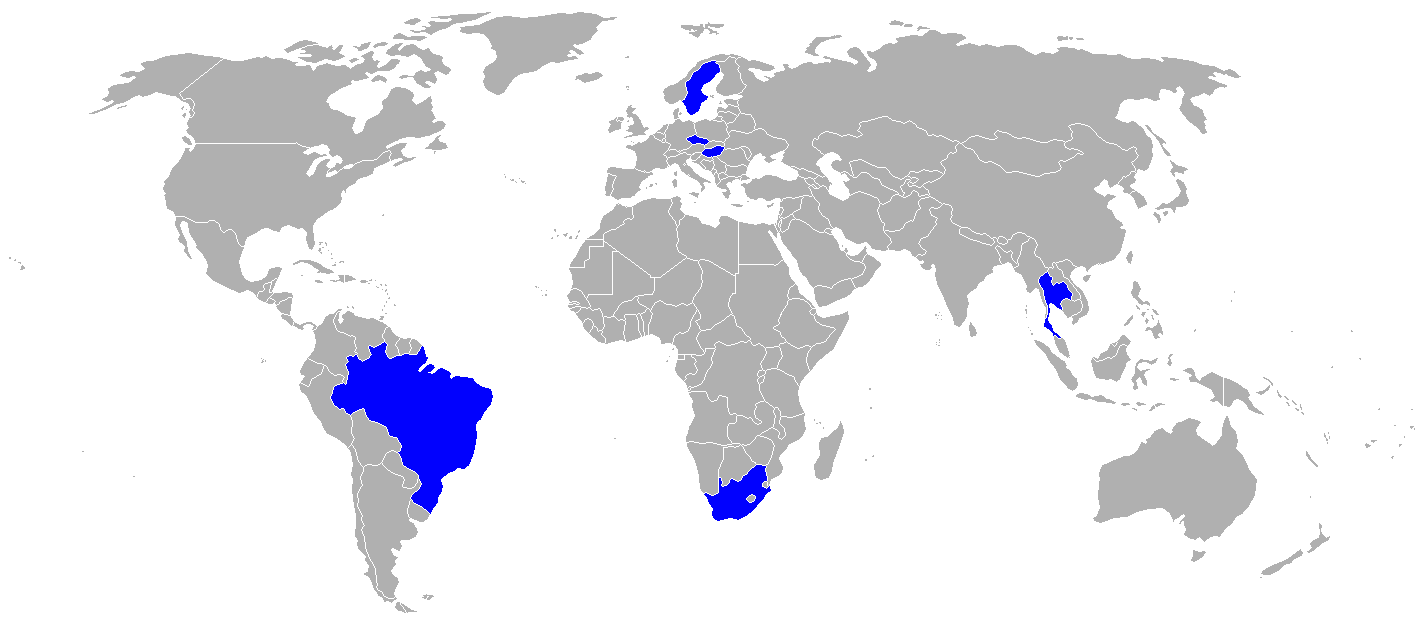
Gripenanvändare i blått

Försäljning av Saab 39 Gripen. Svenska staten, genom Försvarets materielverk (FMV), var den första kunden på Saab 39 Gripen, vilka gav flygplanet beteckningen JAS 39. 
Totalt beställdes 204 flygplan i tre delserier. I delserie 1 beställdes 30 st JAS 39A. I delserie 2 beställdes 96 st JAS 39A och 14 st JAS 39B. I delserie 3 beställdes 50 st JAS 39C och 14 st JAS 39D. Då delserie 2 inte var slutproducerad vid beställning av delserie 3, kunde de sista 20 JAS 39A istället byggas som JAS 39C.
Av de totalt 204 flygplanen levererades 201 stycken till Försvarsmakten/Flygvapnet, då två JAS 39A och en JAS 39C kvarstod hos Saab som provflygplan. Fram till september 2012 återstod 194 stycken, då sju flygplan tagits ur tjänst på grund av haveri eller andra skador.
Saab AB har sålt flygplanet till Sydafrika, som 1999 beställde 28 st Saab 39C/D Gripen, varav nio tvåsitsiga. Under programmets gång valde Sydafrika att reducera antalet plan till 26 st.

## Nuvarande och avtalade framtida användare
Nedan anges nationer som köpt eller hyrt Saab 39 Gripen från Saab eller svenska staten.

### Brasilien
Den 7 september 2009 kom uppgifter om att Brasilien valt att slutförhandla med franska Dassault Aviation. Något som sedan dementerades den 9 september 2009 av Brasiliens försvarsdepartement, som menade att förhandling med de tre ursprungliga alternativen Dassault Rafale, F/A-18E/F Super Hornet och Saab 39 Gripen fortsätter som planerat. Den 5 januari 2010 framkom det uppgifter i brasiliansk press om att Brasiliens flygvapen ser Saab 39 Gripen som sitt förstahandsval. Den tidigare favoriten Dassault Rafale uppgavs samtidigt inte ens vara andrahandsalternativet. Förutom priset och stridsegenskaperna blev Brasiliens egna planer på att utveckla förmåga att bygga flygplan avgörande.
I januari 2011 meddelade Brasiliens nytillträdda president Dilma Rousseff att hon ville skjuta på beslutet om valet av stridsflygplan, för att överväga vilket flygplan som är bäst för Brasilien. Bara några dagar senare meddelade dock landets försvarsminister Nelson Jobim att beslutet om valet av stridsflygplan skjuts upp till årets slut, med anledning av de naturkatastrofer landet drabbades av i januari 2011. Dock poängterade försvarsministern att man ej startar om upphandlingen från början, vilket skulle kunna ha resulterat i att Suchoj Su-35 åter varit en av kandidaterna. I mars 2011 lät landets finansminister Guido Mantega meddela att det ej finns några ekonomiska medel för ett köp av ett nytt stridsflygplan under 2011. Detta berodde delvis på att försvarsbudgeten ska bantas ifrån 15 miljarder real till 11 miljarder real. I juli 2011 meddelade försvarsministern återigen att det ej fanns några medel i budgetåret 2011 för något köp av stridsflygplan. Flygplansaffären kommer återigen behandlas tidigast 2012. I september 2011 menade dock landets nytillträdde försvarsminister Celso Amorim att ett beslut i frågan kan komma tidigare då det ”inte finns någon tid att förlora eftersom de nuvarande stridsflygen åldras snabbt”. Sommaren 2012 begärde Brasilien de tävlande partnerna om ordern, att förnya sina offerter för ytterligare sexmånadersperiod. Ett beslut om Brasiliens val av flygplan väntades komma under 2013. Under hösten 2013 förlängdes anbudstiden gällande nytt stridsflygplan till 31 mars 2014. I december 2013 skrev den brasilianska dagstidningen Folha São Paulo, att landet valt bort Dassaults flygplan Rafale, på grund av att det anses för dyrt. Kvar i upphandlingen är Saab 39 Gripen och Boeings F/A-18 Super Hornet. Den brasilianska dagstidningen skrev även att man inte väntade något slutgiltigt besked före 2015.
Den 18 december 2013 avslöjade försvarsbloggaren Wiseman's Wisdoms att Brasilien valt Gripen som flygplan. Affären bekräftades senare av Saab, den inbegriper 36 flygplan och är enligt brasilianska medier värd cirka 31 miljarder kronor. Det första flygplanet av versionen Gripen E förväntas levereras 2020, och ersätter då landets föråldrade Mirage 2000. Brasilien har för avsikt att skydda Olympiska sommarspelen 2016 med JAS 39, vilket då skulle kräva att landet hyrde flygplan av C/D-versionen, något som försvarsminister Karin Enström (M) var positiv till. En uthyrning skulle då omfatta att ett antal Gripen A behövs modifieras till C-versionen. Där Försvarsexportmyndigheten (FXM) påbörjat en förhandling med Brasilien om en interimslösning.
Som en del i motköpsprogrammet presenterade Saab tillsammans med den brasilianska flygplanstillverkaren Embraer i juli 2014 att Brasilien kommer att få en framträdande roll vid systemutveckling, integration, flygprov, sammansättning samt leverans. Själv sammansättningen av flygplanen kommer att utföras av Embraer i Brasilien på Saabs uppdrag. Dock gäller överenskommelsen enbart om ett slutligt kontrakt mellan Saab och Brasilien tecknas, vilket de inblandande parter i affären har ambitionen att avsluta innan utgången av 2014.
I samband med att Dilma Rousseff omvaldes till president offentliggjorde Saab den 27 oktober 2014 att de ingått ett avtal med den brasilianska regeringen, som omfattar utveckling och produktion av 36 Gripen NG till det brasilianska flygvapnet. Det sammanlagda ordervärdet uppgår till cirka 39,3 miljarder SEK. Vidare tecknade Saab ett avtal tillsammans med Comando da Aeronáutica (COMAer), rörande ett industrisamarbete med betydande tekniköverföring från Saab till brasiliansk industri. Leveranserna av Gripen NG planerades att starta år 2019 och pågå fram till år 2024.[Uppdatering behövs] Av de 36 individerna kommer 28 vara Gripen E, och åtta av den tvåsitsiga versionen Gripen F. Den två tvåsitsiga versionen kommer att utvecklas Saab och Embraer. Av de 36 individerna kommer 15 monteras i Brasilien, i den monteringsfabrik som Saab planerar att uppföra i anslutning Embraers anläggningar utanför São Paulo.
I den ursprungliga offerten gav ingick exporträttigheter för Gripen NG i Latinamerika. I det slutliga avtalet kommer Saab tillsammans med brasiliansk flygindustri utveckla och sälja Gripen NG tillsammans på världsmarknaden.
Som en interimslösning inför att de första Gripen E levereras, förhandlar Brasilien med Försvarsexportmyndigheten om att hyra ett antal Gripen C/D. Ett avtal som väntades vara färdigt innan utgången av år 2014. Som en del i kontraktet skickade Brasilien två piloter för utbildning i Sverige under perioden november 2014 till april 2015. Dessa kom att utbildas vid 71:a utbildningsdivisionen vid Skaraborgs flygflottilj (F 7).
I november 2014 i samband med den internationella stridsplankonferensen (International Fighter conference) i London, uppgav den brasilianska Brigadgeneralen José Augusto Crepaldi Affonso, att det brasilianska flygvapnet bekräftat ett köp på 108 stridsflygplan, vilka skulle ersätta Dassault Mirage 2000C, Northrop F-5EM Tiger II och Alenia/Embraer A-1M. Köpet av de 108 individerna skulle då levereras i tre batcher. Dock kom både Saab och det brasilianska flygvapnet snabbt att dementera uppgifterna, där båda vidhöll att det var 36 flygplan som kontraktet omfattade.
I samband med näringsminister Mikael Dambergs besök i Brasilien våren 2015, ville Brasiliens finansminister Joaquim Levy omförhandla räntorna på de lån som Brasilien får genom Svensk Exportkredit. Detta påtalade även försvarsminister Jaques Wagner, men meddelade att det inte skulle påverka den kommande ratificeringen. Den svenska regeringen var dock inte villig att gå med på någon förändring, då Sverige redan accepterat en kraftig minskning på den första amorteringen av lånet. Den 23 juni 2015, dagen innan ratificeringen av finansieringsavtalet skulle ske, meddelade Brasiliens president Dilma Rousseff till statsminister Stefan Löfven, att räntevillkoren måste ändras. Bakgrunden till att Brasilien vill ha en lägre ränta uppges vara på grund av att landet genomgår en finansiell konsolidering. I slutet av juli 2015 uppgavs det att Brasilien hade förhandlat ned räntan på huvudlånet från 2,54 % till 2,19 %, och 3,56 % för det mindre lånet, vilka fick en löptid på 25 år. Den 5 augusti 2015 godkände den brasilianska senaten finansieringspaket, vilket i praktiken innebar grönt ljus för Brasilien till finansieringen av sitt köp av Gripensystemet. Totalt kommer Brasilien att låna 39,9 miljarder kronor från Svensk Exportkredit, samt 245 miljoner dollar för vapensystem. Den 25 augusti 2015 undertecknades finansieringsavtalet av representanter från Brasiliens finansdepartement och från Svensk Exportkredit. Underteckningen av finansieringsavtalet gjordes på Brasiliens ambassad i London, dels för att göra det på neutral mark, samt för att avtalet skulle gälla internationellt. Efter att finansieringsavtalet var påskrivet var det endast den brasilianska försvarsmaktens slutgiltiga order som saknas, vilken förväntas komma hösten 2015.
Den 3 september 2015 meddelade brasilianska åklagaren Anselmo Henrique Cordeiro Lopes för korruptionsbekämpning, att man inte funnit några bevis som tyder på oegentligheter i samband med beslutet av att köpa Gripen. Den 10 september 2015 meddelade Saab att kontraktet trätt kraft, sedan samtliga villkor uppfyllts. Leveranserna av flygplanet kommer att ske mellan 2019 och 2024.
Den 20 september 2020 kom det första flygplanet till Brasilien och den 23 september 2020 genomfördes den första flygning i landet, från Navegantes till Gavião Peixoto. Vid en ceremoni Wing 1 i Brasilia den 23 oktober 2020 presenterades Gripen E officiellt i Brasilien. De första stridsflygplanen kommer i slutet av 2021 att levereras till det brasilianska flygvapnet på Wing 2 i Anápolis.
I början av 2022 framkom uppgifter om att Brasilien önskar köpa ytterligare 30 plan av modellen JAS 39-E, något som bekräftades av deras flygvapenchef. I augusti 2023 meddelas att Brasilien har utökat första beställningen från 36 till 40 plan, och i andra beställningen vill köpa ytterligare 34 st Gripen E/F.

### Sverige
Försvarets materielverk (FMV) beställde den 30 juni 1982 för Flygvapnets räkning fem provflygplan samt 30 serieproducerade. Den 8 maj 1992 gjordes nästa beställning på 110 flygplan; beställningen omfattade delserie 2 som även omfattade 14 stycken tvåsitsiga flygplan. Riksdagen kom i december 1996 att besluta om delserie 3, vilken sedan bekräftades av regeringen i juni 1997. Delserie 3 bestod av 64 flygplan samt 14 tvåsitsiga flygplan.
Totalt kom 204 flygplan av Saab 39 Gripen att beställas, vilka ingår i Flygvapnet under namnet JAS 39 Gripen. Den 9 juni 1996 blev Skaraborgs flygflottilj (F 7) officiellt den första flottiljen som ombeväpnades från AJ 37 Viggen till JAS 39 Gripen.
Antalet flygplan i den svenska krigsorganisationen har sedan reducerats med en "inriktning" mot 100. Flygvapnet har för avsikt att i framtiden operera 100 stycken Saab 39 Gripen-flygplan av senaste versionen C/D. Inom ramen för denna reducering ska 31 existerande flygplan i ursprunglig version A/B uppgraderas till C/D-standard enligt beslut taget 2007. Övertaliga flygplan görs tillgängliga för försäljning.
Den 13 december 2012 gjordes den sista flygningen med JAS 39A/B i det svenska flygvapnet, och flygvapnet använder nu uteslutande version C/D. Skaraborgs flygflottilj (F 7) blev den sista flottiljen att ombeväpnas från A/B till C/D. Den 19 mars 2015 levererades individ 39294 till Blekinge flygflottilj (F 17), vilken var den sista individen av de totalt 204 beställda A/B och C/D flygplanen.
Under 2014 beslutade Sverige att köpa 60 flygplan av den vidareutvecklade JAS 39E Gripen, vilken skulle utvecklas och köpas tillsammans med Schweiz. Efter att det Schweiziska folket genom en folkomröstning sade nej till att köpa ett nytt stridsflygplan, stod Sverige som ensam köpare. Brasilien fattade i december 2014 beslut om köp av 28 ensitsiga Gripen E, och åtta tvåsitsiga Gripen F. Den 29 augusti 2014 rapporterade SVT att försvaret får köpa in 60 nya JAS 39 E. De första JAS 39E kommer levereras till svenska flygvapnet 2019.

### Sydafrika
År 1999 beställde Sydafrika 28 nytillverkade Saab 39C/D Gripen, varav nio tvåsitsiga, med leveransstart 2008. Som i alla andra liknande sammanhang ställde även Sydafrika krav på att motköp skulle göras, vilket senare i svensk media rapporterades ha avtalats till 500 miljoner kronor. Saab 39 Gripen var en del av en större vapenaffär som Sydafrika genomförde vid denna tidpunkt. Övriga vapensystem som köptes var brittiska skolflygplanet Hawker-Siddeley Hawk, italiensk/brittiska helikoptern Agusta A109 samt korvetterna SAS Isandlwana och SAS Mendi och Ubåt klass 209 från tyska HDW. Sydafrika har under programmets gång valt att reducera antalet beställda flygplan till 26 flygplan. Under slutet av 2021 var dock samtliga stridsflygplan tagna ur tjänst, på grund av eftersatt underhåll och därmed ej luftvärdiga. År 2022 slöt det sydafrikanska flygvapnet ett avtal med Saab, om att 13 av flygplan under en treårsperiod skulle återställas så dom blev luftvärdiga.

### Ungern
Ungern hyr 14 Saab 39C/D Gripen, varav två tvåsitsiga.  I samband med att Ungern blev medlem av Nato år 1999, var man tvungen att modernisera och anpassa sitt försvar till så kallad Nato-standard. Det vill säga en standard anpassad till övriga Nato-medlemmar. Frågan gällande stridsflygplan hade diskuterats länge i Ungern. De alternativ som diskuterades var att köpa nya, leasa begagnade stridsflygplan eller modernisera de då till antalet 27 befintliga ryska Mig 29:orna. Under hösten 2001 fick Ungern in offerter från Sverige, Belgien, Israel, Turkiet och USA gällande både nya och begagnade stridsflygplan. Måndag den 10 september 2001 tog Ungerns nationella säkerhetsråd ett inriktningsbeslut med att välja det svenska stridsflygplanet framför amerikanska F-16. Den 23 november 2001 skrev den ungerska försvarsministern János Szabó på ett avtal om att leasa 12 stycken ensitsiga och två tvåsitsiga Saab 39A/B Gripen på 10 år, med en option att köpa flygplanen. Ungern blev därmed det tredje landet som anskaffade Saab 39 Gripen.
Efter parlamentsvalet våren 2002 valde den nya regeringen att skriva om avtalet, så att det istället skulle omfatta C/D-versionerna. Det nya avtalet undertecknades den 2 februari 2003 och sträcker sig över 10 år och omfattade 12 stycken Saab 39C och två stycken Saab 39D. Dock var dessa befintliga Saab 39A/B Gripen, men ombyggda till C/D versionen för att passa Nato-standard. Beväpningen till planen köptes från USA. Leasingavtalet inkluderar även utbildning av ungerska piloter och tekniker i Sverige. Vid en ceremoni på flygbasen vid Kecskemét i Ungern den 30 mars 2006, överlämnade Sveriges försvarsminister Leni Björklund formellt de fem första flygplanen till den ungerska försvarsministern Ference Juhász. Resterade flygplan levererades successivt och var helt levererade i december 2007. När leasingperioden har löpt ut 2016, planerar Ungern att köpa loss dessa flygplan.[uppföljning saknas]
Dock meddelade ungersk media den 24 januari 2012 att den ungerska regeringen tillsammans med den svenska regeringen förlängt leasingavtalet med ytterligare tio år, detta mot bakgrund av Ungerns kraftiga budgetunderskott. Ungerns försvarsminister Csaba Hende menade att det nya avtalet innebär en besparing på 63 miljarder forinter (cirka 1,85 miljarder kronor).
Den 19 maj 2015 totalhavererade en 39D vid Čáslav AFB, Tjeckien. knappt en månad senare, den 10 juni 2015, havererade en 39C vid Kecskemét AFB, Ungern.

### Tjeckien

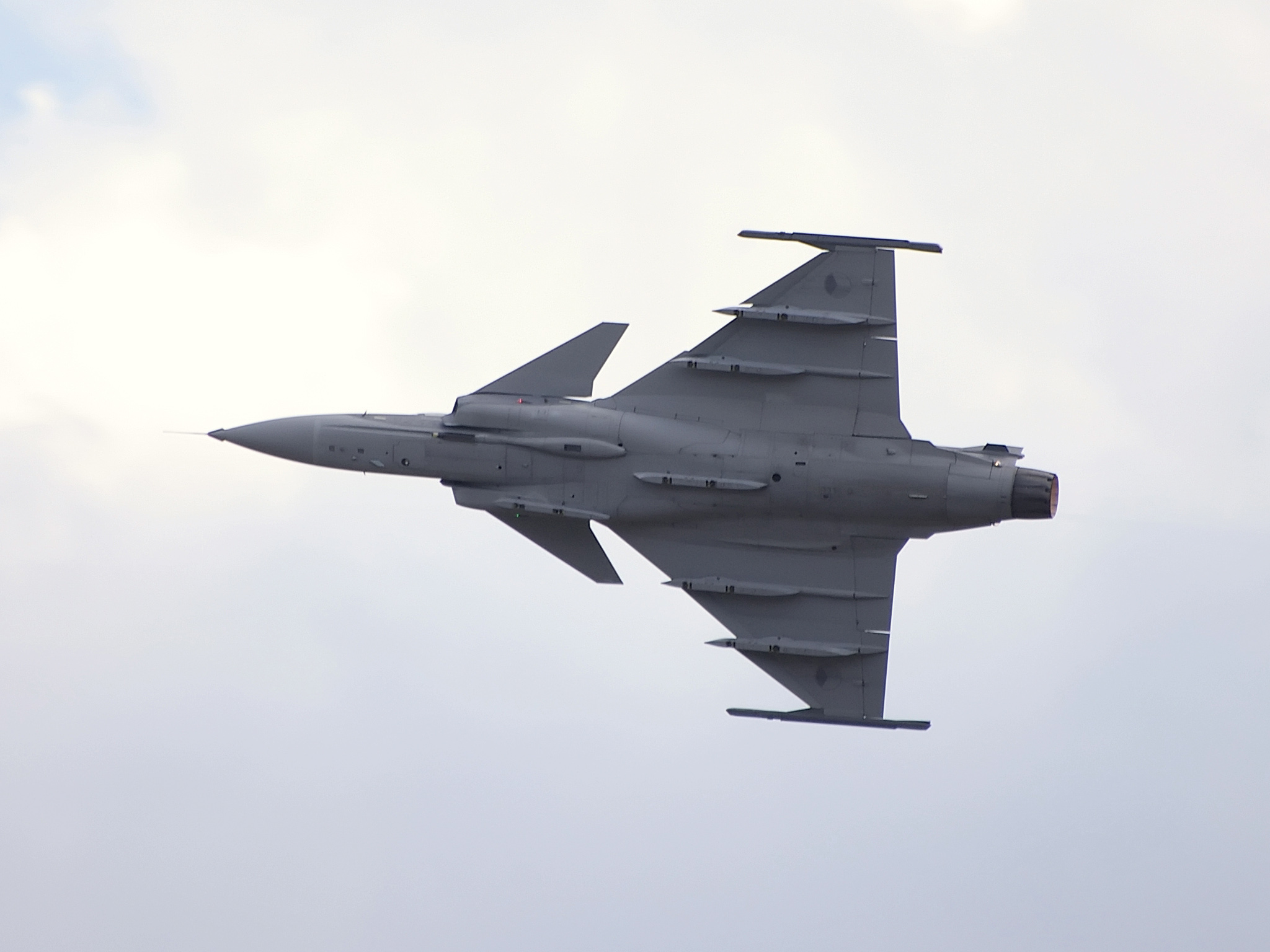
Ett tjeckiskt plan i luften.

Tjeckien hyr 14 Saab 39C/D Gripen, varav två tvåsitsiga. I samband med att Tjeckien blev medlem av Nato år 1999, var man tvungen att modernisera och anpassa sitt försvar till så kallad Nato-standard. Det vill säga en standard anpassad till övriga Nato-medlemmar. Tjeckien hade en tid längre förberett att ersätta sina befintliga sovjetiska MiG-21 jaktflygplan, genom köp av 24 till 36 stycken nya enhetsflygplan. Hösten år 2000 begärde Tjeckien in offerter på amerikanska F-16 och F-18, franska Mirage 2000, europeiska Eurofighter Typhoon och svenska Saab 39 Gripen. Som villkor i offerten fanns ett så kallat motköp på 150 % på det förväntade inköpsvärdet, som uppgavs till cirka 25 miljarder SEK.
I samband med att anbudstiden löpte ut i maj 2001 drog sig både Lockheed Martin och Boeing ur upphandlingen. Detta medförde att Saab stod ensam kvar som anbudsgivare. Anledningen till att USA drog sig ur affären, berodde enligt dåvarande Saab-BAe vice VD John Neilson på att USA inte kunde matcha de motköpsaffärer som Saab-BAe erbjöd, vilka uppgick till 150 % av ordervärdet och skulle sprida ut kostnaderna för 36 flygplan på 15 år. Våren 2002 ville dock den dåvarande regeringen invänta kommande parlamentsval. Detta för att låta kommande regering säga sitt i affären om nytt stridsflygplan. I samband med att Tjeckien drabbades av en stor naturkatastrof hösten 2002, avblåstes hela affären om nya stridsflygplan. Detta på grund av att skadorna av översvämningarna beräknades till ett värde på 100 miljoner koruna. Istället valde landets regering att inleda förhandlingar med alternativa lösningar för upprätthålla flygförsvaret. Ett av dessa alternativ var att hyra 14 stycken befintliga Gripen-flygplan, efter samma modell som Ungern hade valt.
Måndag den 14 juni 2004 undertecknade den svenska och den tjeckiska regeringen ett leasingavtal om 14 stycken Gripen-flygplan gällande i tio år. Flygplanen som ingick i affären var befintliga Saab 39A/B Gripen ombyggda av Saab till C/D versionen för att passa Nato-standarder. I avtalet inkluderades även utbildning av tjeckiska piloter och tekniker i Sverige. De första sex planen levererades den 18 april 2005. År 2015 när leasingkontraktet upphör kommer Tjeckien påbörja en ny upphandling av stridsflygplan.
Den 11 september 2013 meddelade Försvarsexportmyndigheten att man kommit överens med Tjeckien om att förlänga leasingavtalet 14 år eller fram till 2027 med två års extra option. I det nya avtalet ingick modernisering av flygplanen, bland annat kommer utrustas med datalänk 16.
Den 21 juli 2022 meddelade den Tjeckien, att man överväger att ersätta Saab 39 Gripen, med det amerikanska stridsflygplanet F-35. Totalt ska det handla om 24 amerikanska F-35-flygplan, som Tjeckien förhandlar om.

### Storbritannien
Empire Test Pilots' School i Storbritannien har sedan 1999 haft en samarbetsavtal med Saab, vilket innebär att skolan genomför årliga kurser för testpiloter i Linköping. Kursen innehåller bland annat 10 timmars flygning samt 5 timmar i flygsimulator. Flygning med simulator utförs vid F 7 Såtenäs i Sverige.

### Thailand
Den 17 oktober 2007 offentliggjordes att Thailand skulle köpa sex Saab 39C/D Gripen med option för sex ytterligare exemplar. Affären för de första sex undertecknades 11 februari 2008. Den 12 februari 2009 beslutade Thailand att köpa ytterligare sex flygplan. Affären undertecknades den 23 november 2010 och utöver de sex stridsflygplanen ingick även i affären Saab 340 Erieye och Robotsystem 15F. Totalt kom affären bestå av åtta stycken C-versioner och fyra stycken D-versioner, vilka samtliga är ombyggda A- och B-versioner som FMV avyttrade från det svenska flygvapnets flotta. Dessa flygplan var avsedda att ersätta 16  stridsflygplan av modell F-5 Freedom Fighter.
I början av september 2013 levererades de tre sista av de totalt tolv beställda flygplan. Onsdag den 4 september 2013 landade flygplanen på slutdestinationen i Surat Thani. I samband med överlämningsceremonin av de tre sista flygplanen, uttryckte sig den thailändska flygvapenchefen att Thailand är intresserade av köpa ytterligare sex flygplan. De sex flygplanen kommer då i så fall ingå i ett större försvarsmaterielinköp som landet planerar att göra innan 2024.[uppföljning saknas] Där bland annat köp av en ubåt och stridsvagnen T-84 Oplot ingår.
Den 12 maj 2016 uppgavs det i media att Thailands tillförordnade premiärministern och före detta flygvapenchefen Prajin Juntong, föreslagit sin efterträdare, den nuvarande flygvapenchefen, att köpa ytterligare fyra svenska plan. Uttalandet uppgavs kommit i samband med att Sveriges ambassadör Staffan Herrström haft ett möte med Juntong gällande svensk digitalteknologi, bilateral handel och flygplanet Gripen.

## Potentiella framtida köpare
Nedan anges de länder som är i behov av att förnya sitt flygvapen och där Saab ses som en potentiell leverantör. Saab tillsammans med Försvarets materielverk (FMV) och Försvarsexportmyndigheten (FXM), svarar på förfrågan om information (RFI - Requests For Information) eller lämnar en offert (RFP – Requests For Proposal) på flygplanet. Ett beslut om val av flygplan är en väldigt lång och politisk process där allianser, säkerhetspolitik, motköp och nationella utbyten kan väga tyngre än vad som faktiskt kan vara den bästa lösningen ekonomiskt och operativt. Historiskt så har till exempel Västtyskland tvingats till att köpa amerikanskt försvarsmateriel, genom att USA hade militär trupp i landet och Finland genom VSB-avtalet tvingades köpa sovjetiskt försvarsmateriel. Val av ett flygplanssystem kan också leda till korruption och mutning för att vinna upphandlingen. De motköpsaffärer som ställs som krav i upphandlingen kan motsvara 100-200 procent av ordervärdet.

### Botswana
Den 13 maj 2016 bekräftade Försvarets materielverk (FMV) att myndigheten för samtal med Botswana om eventuell export av Gripen. Botswanska affärstidningen "The Business Weekly & Review" menade samtidigt att en affär på 16 miljarder pula (cirka 12 miljarder kronor) redan var klar. Det botswanska flygvapnets flygplansflotta av jaktflygplan bestod 2016 av tio individer av Canadair CF-5A (ensitsig version) samt fem individer av Canadair CF-5D (tvåsitsig version) som köptes begagnade 1996 från det kanadensiska flygvapnet. Enligt FMV är utgångsläget i diskussionen åtta individer av C/D-versionen men att antalet flygplan inte är bestämt.

### Bulgarien
Efter att landet gick med i Nato år 2004 åtog sig Bulgarien till att ha åtta moderna stridsflygplan till Natos förfogande senast år 2016. Fyra av dessa skulle finnas tillgängliga för skydda bulgariskt luftrum, som en del av alliansens integrerade luftvärnssystem. Vid den tiden bestod det bulgariska flygvapnet av de ryska stridsflygplanen MiG-21, Su-25 och MiG-29. År 2006 lämnade Saab in en offert till Bulgariens försvarsdepartement om 16 flygplan av C/D version. Enligt Saab skulle Bulgarien behöva byta ut sin befintliga flotta av stridsflygplan senast 2015. Bulgarien planerade i början av 2012 att offentliggöra en upphandling gällande 8 moderna stridsflygplan. Vid sidan om Saab 39 Gripen så är även Eurofighter Typhoon och MiG-29M Fulcrum-E tänkbara kandidater för den tänkta upphandlingen. Dock så meddelade den bulgariska premiärministern Boyko Borissov i september 2011 att dess köp av nya flygplan kommer senareläggas och genomföras när det blir nödvändigt att dess Nato-medlemskap kräver så.
I november 2014 meddelade det bulgariska försvarsministeriet att staten inte kommer att ge några investeringslån, eller statliga garantier för större projekt, dit ett köp av nytt stridsflygplan räknas, innan år 2017. En förklaring till varför frågan om nytt stridsflygplan drog ut på tiden, en fråga som behandlats av sex bulgariska regeringar, berodde dels på landets ekonomiska situation, men även på landets förbindelser med Ryssland. I mars 2015 kommenterade Saab en eventuell affär med att det inte skulle vara aktuellt att hyra eller sälja flygplan från svenska flygvapnet utan skulle då innebära nytillverkning av 10 till 14 flygplan, av till exempel C/D-versionerna.
Den 1 juli 2015 tillkännagav Bulgariens försvarsminister Nikolay Nenchev att regeringen godkänt en upphandling av nytt stridsflygplan för att ersätta flygplanssystemen MiG-21 och MiG-29. Försvarsministern meddelade att han i första hand kommer påbörja förhandlingar med Belgien, Grekland och Nederländerna om att köpa begagnade Lockheed Martin F-16 Fighting Falcon. Dock så kommer flygplanssystem från andra tillverkare att vara ett alternativ i upphandlingen. Sedan det blev känt att Bulgarien skulle modifiera sina stridsflygplan har det analyserats i köp av F-16 C/D från det amerikanska nationalgardet, modifierade F-16AM från Belgien, tidiga delserier av Eurofighter Typhoon från Italien, JAS 39C/D Gripen från Sverige och JF-17 Thunder från det kinesisk-pakistanska industrikonsortiumet CAC/PAC, som senare genom regeringens tillkännagivande kompletteras med F-16AM från Nederländerna och F-16C/D från Grekland. Totalt uppskattade försvarsministern att dess flygvapen var i behov av nio nya stridsflygplan för att behålla en trovärdig luftförmåga. Affären värderas till 283 miljoner amerikansk dollar. Något slutdatum för affären har inte offentliggjorts, då Bulgarien i augusti 2015 förväntades skriva ett serviceavtal med Polen, gällande landets flotta av MiG-29.
Den 26 april 2017 framkom det uppgifter i media med att Bulgarien ska valt JAS 39C/D Gripen i konkurrens med begagnade F-16AM/BM Block 20 från Portugal, samt begagnade Eurofighter Typhoon från Italien. Enligt uppgift ska affären uppgå till 7,3 miljarder kronor (eller 1,5 bulgariska leva) och omfatta åtta individer av C/D versionen från Saab.
Den 3 oktober 2018 meddelade FMV att de överlämnat en offert, i ett så kallat mellanstatligt samarbete, till Bulgarien gällande åtta nya och fullt Nato-anpassade JAS 39C/D Gripen (så kallad MS20-standard). Flygplanen ska enligt offerten levereras inom 24 månader efter att ett kontraktet är undertecknat. Offerten inkluderade även utbildning av piloter och mekaniker, samt full Nato-incidentberedskap inom ramen för den bulgariska budgeten.
År 2018 meddelade Bulgariens försvarsdepartement att man valde att avbryta förhandlingarna med Försvarets materielverk om att köpa tio Gripenplan av typen C/D. Istället valde man att gå vidare med det amerikanska F-16-alternativet. Den 16 januari 2019 godkände det bulgariska parlamentet regeringens förslag att inleda förhandlingar med USA om att köpa F-16V Block 70-flygplan. Den 3 juni 2019 godkände det amerikanska utrikesdepartementet en eventuell försäljning av åtta F-16-flygplan till Bulgarien. Kostnaden för kontraktet uppskattades till 1,67 miljarder dollar. Den 23 juli 2019 lade dock president Rumen Radev in sitt veto mot affären, med hänvisning till behovet av att hitta ett bredare samförstånd för avtalet. Med vetot skickades frågan tillbaka till parlamentet. Den 26 juli 2019 godkände dock parlamentet återigen avtalet, vilket åsidosatte vetot. Därmed kom även president Radev att godkänna avtalet. I april 2020 tilldelades officiellt ordern till det amerikanska företaget Lockheed Martin, av den amerikanska regeringen att producera F-16 till Bulgarien, vilka beräknas vara färdig 2027.
Den 7 oktober 2022 uppgav dock den den bulgariska tidningen 24chasa, att den bulgariska regeringen var intresserad av att köpa 10 Gripen-plan. Tidningen hänvisade till ett brev, daterat den 30 september 2022, skickat från den bulgariska försvarsministern Dimitar Stojanov till den svenska försvarsministern Peter Hultqvist. FMV meddelade dock att de ännu inte fått in en officiell förfrågan.

### Colombia
År 1989 slöt Colombia ett avtal med Israel om köp av begagnande flygplan från det israeliska flygvapnet. Åren 1989–1990 levererades 12 ensitsiga IAI Kfir C.2 och ett tvåsitsigt skolflygplan av typen TC.2. År 2008 slöts ett nytt avtal med Israel om ytterligare 24 flygplan IAI Kfir C.10 standard. År 2019 hade det colombianska flygvapnet (FAC) 23 IAI Kfir flygplan kvar i aktiv tjänst. IAI Kfir är ett israeliskt jaktplan baserat på Dassault Mirage 5. År 2022 inledde den colombianska regeringen förhandlingar med Frankrike, Sverige och USA gällande franska Dassault Rafale, amerikanska Lockheed Martin F-16 Block 70/72 och svenska Gripen E, om att ersätta sin åldrande flotta av Kfir-jaktflygplan. I december 2022 meddelade Colombia sin avsikt med att gå vidare med och köpa 16 Rafale-jaktplan från Dassault Aviation. För att göra det säkrade det colombianska försvarsministeriet en budget på 678 miljoner dollar, vilket skulle omfatta en preliminär order på tre till fyra flygplan samt stödtjänster. Fler stridsflygplan skulle köpas in vid ett senare tillfälle till ett totalt värde på cirka 3 miljarder dollar. I januari 2023 uppgav den colombianska försvarsministern Iván Velásquez att tillverkarna inte var intresserade av en preliminär order, utan ville snarare förhandla fram en affär för totalt 16 flygplan. Budgeten som colombianska regeringen hade gick dock ut den 31 december 2022. För att fortsätta förhandlingen in på 2023, så måste regeringen säkra en ny budget med Nationella rådet för ekonomisk och social politik (CONPES).

### Filippinerna
År 1999 förekom det spekulationer om en eventuell försäljning av Saab 39 Gripen till Filippinerna efter att den dåvarande filippinska presidenten Fidel V. Ramos påbörjade ett omfattande moderniseringsprogram för landets väpnande styrkor 1995 som inkluderade helikoptrar, fartyg samt stridsflygplan. Någon affär gällande ett köp av det svenska stridsflygplanet blev aldrig aktuell. År 2005 pensionerade landet hela sin återstående flotta av Northrop F-5A/B efter att flygplanen blivit föråldrade samt att de saknade reservdelar till flygplanen. År 2010 intresserade sig det filippinska försvarsdepartementet för begagnade kanadensiska McDonnell Douglas CF-18 Hornet och franska Dassault Mirage F1. Dock kom aldrig något beslut i frågan. Ett år senare, i december 2011, påbörjade det filippinska försvarsdepartementet återigen en förhandling om köp av stridsflygplan, vilket nu gällde tolv begagnade General Dynamics F-16C/D Fighting Falcon, en affär som då skulle omfatta en modernisering av flygplan från Block 25 (eller 30) till Block 50 (eller 52). Dock så föll även denna förhandling då det filippinska försvarsdepartementet menade att underhållskostnaderna skulle bli alltför höga. Istället menade man att stridsflygplan från Frankrike, Storbritannien, Italien eller Sydkorea var aktuella. År 2014 meddelades att landet skulle bestämma sig för vilket flygplan som skulle köpas senast 2018. I samband med den asiatiska försvarsmässan Adas 2016 som hölls i Filippinernas huvudstad Manila meddelade Saab att de planerade att öppna ett kontor i landet vilket skedde samtidigt som Sverige öppnade sin ambassad i Manila.
Det filippinska försvarsdepartementet blev offererade olika varianter av amerikanska General Dynamics F-16 Fighting Falcon, samt svenska Saab 39 Gripen. Den 16 oktober 2018 uppgav filippinska försvarsdepartementet efter studier och utprovningar att man förordade ett köp av det svenska flygplanet då den filippinska försvarsministern Delfin Lorenzana menade att det svenska flygplanet både var billigare, hade lägre underhållskostnader och att Gripen ansågs vara ett utmärkt supersoniskt stridsflygplan. Man ansåg den amerikanska offerten alltför dyr och att Saab 39 Gripen hade samma egenskaper som just General Dynamics F-16 Fighting Falcon. Den 1 december 2022 uppgavs det i svenska medier att den svenska vapenexportmyndigheten Inspektionen för strategiska produkter (ISP) utfärdat ett positivt förhandsbesked för export av stridsflygplanet till Filippinerna i november 2022.

### Kroatien
Kroatien påbörjade sin process för upphandling av nya stridsflygplan redan 2007, genom att sända ut en Request for Information (RFI) till ett antal flygplanstillverkare. Saab och svenska staten överenskom om att en affär med Kroatien vore bättre för samtliga parter om det är en affär mellan stater (Government-to-Government). Försvarets materielverk svarade således på RFI:n gällande anskaffning av 12 Gripen C/D (tio ensits och två tvåsits) då Kroatien beslutat att den befintliga flottan av MiG-21bis ska avvecklas 2013. På grund av finanskrisen, som inträdde något senare i Kroatien än i övriga Europa, visade det sig svårt för landet att ta ett beslut i frågan.
Efter ett antal olika erbjudanden från svenska staten lämnade Försvarsexportmyndigheten (FXM) ett slutligt erbjudande till den kroatiska staten i oktober 2012 om ett köp om åtta flygplansindivider av C/D-version. Det svenska erbjudandet innehöll även support- och utbildningsavtal för piloter och flygtekniker samt en finansieringslösning. Affären skulle enligt FXM möjliggöra för Kroatien att undvika operativt avbrott i samband med att landet planerade att ta MiG-21-systemtet ur operativ drift 2013.
I december 2012 meddelade det kroatiska försvarsdepartementet att ett köp av nya flygplan för stunden inte är möjligt på grund av de ekonomiska förutsättningarna. Istället valde Kroatien att drifttidsförlänga sina befintliga Mig-21, samt köpa några extra individer, genom det ukrainska företaget Ukrspetsexport. På grund av skicket på de existerande flygplanen kom endast sju flygplan att renoveras och resterande fem var mer eller mindre nya flygplan. Samtliga flygplan kommer användas fram till 2020-24 då flygplansskroven uppnått sin totala livstid. I juni 2015 återupptogs programmet då det kroatiska försvarsdepartementet skickade ut en ny RFI till ett antal flygplansleverantörer (inkl Sverige). Således är processen igång igen. Officiella källor gör gällande att landet söker nya/begagnade, västerländska flygplan, och Saab 39 Gripen utgör tillsammans med F-16 Fighting Falcon favoriterna. Dock uppges även franska Dassault Mirage 2000, israeliska IAI Kfir och koreanska KAI T-50 Golden Eagle finnas bland tänkbara alternativ.
Den 24 oktober 2015 meddelade Försvarsexportmyndigheten (FXM) att Sverige officiellt nu offererade JAS 39C/D Gripen till det kroatiska försvarsdepartementet. Den kroatiska offertförfrågan gäller åtta till 12 nytillverkade stridsflygplan. Saabs offert från 2007 gällde 10 flygplan av C-versionen och två av D-versionen och var då värderad till 700 miljoner Euro (eller drygt USD 1,1 miljard). Kroatien räknar med att påbörja ersätta sina nuvarande stridsflygplan tidigast år 2019.
Den 27 april 2018 meddelade den kroatiska regeringen att de valt att gå vidare med det erbjudande de fick ifrån Israel, gällande begagnade F-16 Fighting Falcon C/D Block-40 "Barak". I det slutgiltiga valet av flygplan stod det mellan svenska Saab 39 Gripen och begagnade F-16 flygplan från USA och Grekland. Kroatiens premiärminister Andrej Plenkovictill förklarade deras beslut med att "Om Kroatien hade varit ett rikare land, och om vår ekonomi hade varit starkare, då kanske vi kunde ha valt ett dyrare alternativ". Affären med Israel omfattar 12 modifierade israeliska F-16 C/D Block-40 "Barak", vilka levererades till Israel åren 1991–1993, dessa kommer att ersätta de föråldrade sovjetiska MiG-21bis/UM. Vidare ingår två flygsimulatorer, utbildning av piloter och underhållspersonal samt vapen för flygplanen. Totalt var affären värd 420 miljoner Euro och Kroatien beräknade att det första flygplanen skulle levereras 2020 och resterande slutlevereras senast 2022 och därefter planerar Kroatien att använda flygplanen i upp till 30 år. Efter att Kroatien valt Israels offert kom affären att stoppas av USA på grund av att den tekniken som fanns i flygplanen inte fick föras vidare. Den 10 januari 2019 bekräftades det officiellt att upphandlingen avbröts och den 14 januari 2019 meddelade den kroatiska regeringen officiellt att affären var stoppad.
Den 9 september 2020 meddelades att Sverige genom Försvarets materielverk (FMV) offererat Kroatien 12 nya stridsflygplan av typen Gripen C/D. I erbjudandet ingår förutom flygplan även logistisk support och utbildning av kroatisk personal.
I maj 2021 meddelade Kroatien emellertid att de avsåg att köpa det franska stridsflygplanet Dassault Rafale. 

### Malaysia
I början av 2000-talet pekade Saab ut Malaysia som en potentiell kund för stridsflygplanet. Det malaysiska flygvapnet består av ett antal olika system, Northrop F-5 Tiger II, BAE Systems Hawk, MiG-29N Fulcrum, F/A-18 Hornet och Suchoj Su-30. BAE Systems Hawk, MiG-29, F/A-18 Hornet köptes under 1990-talet och Suchoj Su-30 levererades 2007. Det behov som Malaysia anses ha är att byta ut sina 16 ryska MiG-29N Fulcrum. Önskemål finns även inom dess flygvapen att endast flyga med två olika system. Upphandlingen väntades offentliggöras i december 2011 vid flygmässan Langkawi International Maritime and Aerospace, en flygmässa som årligen hålls i Langkawi, Malaysia De stridsflygsystem som väntas konkurrera mot Saab 39 Gripen är franska Dassault Rafale, amerikanska F/A-18E/F Super Hornet, europeiska Eurofighter Typhoon och ryska Sukhoi Su-35 Flanker-E.
I början av 2014 lade Malaysia planerna om att köpa 18 nya flygplan på is. I samband med den årliga försvarsindustrimässan i Kuala Lumpur, Malaysia meddelade Saab den 17 april 2014 att man tillsammans med malaysiska företaget DRB Hicom Defence Technologies erbjuder malaysiska staten ett leasingavtal om 10-12 flygplan av JAS 39C.

### Peru
Enligt SR Ekot vill Peru köpa 24 stycken Gripen-plan med ett ordervärde på 3,5 miljarder dollar eller 33 miljarder kronor. 

### Österrike
Den 10 oktober 2001 gick Österrike ut med en offertförfrågan gällande att ersätta 24 stycken J 35Ö Draken med ett nytt stridsflygplan till ett antal om max 30 stycken. Den österrikiska upphandlingen av stridsflygplan uppgick till ett värde av 25 miljarder schilling, då cirka 17,5 miljarder kronor. Upphandlingen omfattade stridsflygplan, anpassning av infrastruktur och vapen. De stridsflygplan som kom att ingå i upphandlingen var Saab 39 Gripen, franska Mirage 2000, amerikanska F-16 och F/A-18 samt europeiska Eurofighter.
Den svenska offerten blev offentlig i januari 2002 och innehöll två alternativ, samt ett motköp värt mer än 150 procent av köpesumman.
- Alternativ 1: 24 ensitsiga flygplan med option på sex tvåsitsiga samt en övergångslösning med lån av 12 flygplan.
- Alternativ 2: 24 ensitsiga och fyra tvåsitsiga flygplan, övergångslösningen bortföll vid detta alternativ.

Våren 2002 nobbade Österrike det amerikanska F-16 och kvar i upphandlingen återstod endast Saab 39 Gripen och Eurofighter Typhoon som två möjliga alternativ. Den 2 juli 2002 meddelade Österrike att Eurofighter Typhoon blev det flygplan som ersatte de 24 befintliga J 35Ö Draken (vilka senare utrangerades 2005). Ordern som tillföll Eurofighter omfattade 24 stridsflygplan och uppgick till ett värde på cirka 1,8 miljarder euro, cirka 15–20 miljarder kronor. Enligt Österrikes dåvarande förbundskansler Wolfgang Schüssel valdes Eurofighter på grund av att ”det är mest framtidsorienterat och kan utföra mest tekniskt”.
Inför och under upphandlingen var svenska Saab 39 Gripen favorit, detta kunde bland annat ses genom att österrikiska piloter under 2001 utbildades på Saab 37 Viggen vid Norrbottens flygflottilj (F 21) i Luleå. Dock menade Österrikes dåvarande försvarsminister Herbert Scheibner i ett uttalande att det svenska erbjudandet från den dåvarande svenska försvarsministern Björn von Sydow kom fyra månader sent men även att erbjudandet var bristfälligt, vilket gjorde det svårt att utläsa den totala kostnaden. Uttalandet från Herbert Scheibner kom i samband med att österrikisk media hävdat att det svenska alternativet var betydligt billigare än de 1,8–2,4 miljarder euro som Österrike beräknat.
Österrike valde att köpa begagnade Eurofighter Tranche 1 (delserie 1, en version som enbart har jaktkapacitet) från Tysklands flygvapen. Det första stridsflygplanet levererades till Österrike den 12 juli 2007 och systemet var helt färdiglevererat den 24 september 2009. Dock så har antalet flygplan reducerats från ursprungliga 24 flygplansindivider till att omfatta 15 flygplansindivider. Vidare har hela affären kantats av motgångar, bland annat genom fördyringar och mutmisstankar, då det under våren 2007 avslöjades att general Erich Wolf mottagit drygt 800 000 kronor av en lobbyist för Eurofighter. I november 2012 framkom det att Österrike försökte annullera köpet av de 15 stridsflygplanen eller begära skadestånd om det framkom via justitieministeriets utredningar att mutor betalas ut. Under 2014 fortsatte landets problem med flygplanssystemet då försvarsbudgeten minskades, vilket innebar att endast 12 flygförare kom att behållas i flygvapnet.
Den 7 juli 2017 bekräftade Försvarets materielverk (FMV) att Österrike är intresserat av att köpa 18 Gripenplan, 15 ensitsiga av modell C och tre tvåsitsiga av modell D. Detta efter att den österrikiska staten beslutat att under åren 2020–2023 fasa ut stridsflygplanet Eurofighter Typhoon. Bakgrunden till att Österrike ville fasa ut dem uppgavs vara en ren kostnadsfråga, då de menade på att det skulle kosta 50 miljarder kronor att underhålla systemet under dess planerade livstid och att då ersätta dem med ett annat billigare system skulle ge en besparing på cirka 20 miljarder kronor under samma period. Den österrikiska staten hade förutom Sverige även kontaktat USA för General Dynamics F-16 Fighting Falcon och sökte en så kallad "government-to-government" affär, det vill säga att vid en affär kommer Österrike att köpa nya eller begagnade flygplan från svenska eller amerikanska staten.

## Ej genomförda affärer
Nedan anges nationer där Saab eller Försvarsexportmyndigheten förlorat en upphandling, alternativt att de själva valt att i förtid lämna en upphandling innan den gått in i slutfasen. Eller som i fallet med Schweiz, att frågan avgjorts i en folkomröstning.

### Argentina
I slutet av oktober 2014 undertecknade Brasiliens försvarsminister Celso Amorim och Argentinas försvarsminister Agustin Rossi ett avtal om gemensamma förhandlingar kring flygplansköp. Där det i media framkom att Argentina planerar att som ersättnings till en föråldrad flotta anskaffa 24 Gripen E. Vilka då skulle byggas i den monteringsfabrik som Saab planerar att uppföra i anslutning Embraers anläggningar utanför São Paulo. En anläggning som är en del i det avtal mellan Saab och Brasilien. Ett avtal som även ger Brasilien ensamt får rätt att sälja Gripen NG vidare inom Sydamerika. Argentinas flygplans flotta bestod år 2014 av Dassault Mirage III, Dassault Mirage 5 och Lockheed Martin A-4AR Fightinghawk, vilka samtliga är föråldrade. År 2013 förhandlade Argentina med Spanien om att köpa begagnade Dassault Mirage F1. Dock så revs affären upp i mars 2014, efter brittiska påtryckningar mot Spanien. Då Storbritannien ansåg en modernisering av det Argentinska flygvapnet som en risk mot Falklandsöarna. Något som framkom i media att Storbritannien även motsätter sig en eventuell affär mellan Saab och Argentina. Detta då JAS 39 Gripen delvis är konstruerade komponenter tillverkade av brittiska företag, komponenter som till exempel radar och landningsställ, delar av flygelektroniken samt raketstolen från Martin-Baker. Sommaren 2015 påbörjade Argentina att förhandla med Israel, om att få köpa ett antal begagnande IAI Kfir Block 60. Argentina kommer dock under en tid att stå utan jaktflygplan, då den existerande flottan av jaktflyg, åtta Mirage III och åtta Mirage 5, tas ur tjänst hösten 2015. I november 2015 meddelade den argentinska försvarsministern Agustín Rossi att landet ingått ett tekniskt avtal med Israel om att köpa 14 individer Kfir C.10 (samma modell som opereras av Ecuador och Colombia) med ett värde på 220-360 miljoner USD. Dock så skrevs aldrig något avtal under, utan lämnades till den kommande presidentadministrationen.

### Belgien
I början av juni 2014 skickade Belgien ut en RFI (Request for Information) till Sverige gällande köp av ett stridsflygplan, i syfte att ersätta landets flotta av 60 General Dynamics F-16A Fighting Falcon, vilka planeras ersättas innan 2023. Denna besvarades i december 2014 av Försvarsexportmyndigheten. Ett krav i offertförfrågan är att Belgien söker en uppgörelse mellan två stater, det vill säga Government-to-Government (stat till stat). Det vill säga att den svenska staten köper flygplanen från Saab, och säljer de vidare till Belgien. Andra tillverkare som erhållit en RFI, är Frankrike med Dassault Rafale, Storbritannien med Eurofighter Typhoon och USA med Boeing F/A-18E/F Super Hornet samt Lockheed Martin med F-35. Något datum vid denna tidpunkt[?] för att slutföra affären var ej satt, och inte heller hur många flygplan Belgien i slutändan kommer köpa.
I mars 2017 framkom det i media att Belgien hade begärt en offert från Saab på 34 flygplan av Saab 39 Gripen NG. Där det totala värdet beräknades till cirka 40 miljarder kronor och vara en så kallad stat till stat affär. Efter att Försvarsexportmyndigheten 2015 upphörde som myndighet, övertogs projektet av Försvarets materielverk, vilka tillsammans med Saab AB analyserade och utvärderade förfrågan. Utgången av upphandlingen förväntades offentliggöras under andra halvåret 2018, men ett politiskt beslut omkring 2021. Den 20 april 2017 framkom det att Boeing, med flygplanet F/A-18E/F Super Hornet, hade dragit sig ur affären. Boeing kommenterade beslutet med att man inte såg en möjlighet att konkurrera på jämställda villkor.
Den 10 juli 2017 meddelade Försvarets materielverk att även Sverige drog sig ur affären. Detta då Belgien efterfrågade ett långtgående operativt stöd, vilket FMV kommenterade med ”I det här fallet har det framgått av den belgiska förfrågan att man söker ett mer långtgående operativt stöd. Exempelvis stöd med lufttankning och med spaningsbilder och liknade”. Den svenska regeringen bedömde att det inte fanns något utrikespolitiskt mandat för detta. I september 2017 förväntades Belgien få in offertunderlag från de kvarvarande budgivarna, amerikanska Lockheed Martin, franska Dassault Rafale och sameuropeiska Eurofighter Typhoon.
Den 25 oktober 2018 meddelade den belgiska försvarsministern Steven Vandeput att landet valt Lockheed Martin anbud framför Dassault Rafale och Eurofighter Typhoon. Lockheed Martins offert omfattade 34 flygplan av Lockheed Martin F-35A till ett uppskattat värde på €500 miljoner. Leveranserna av det nya flygplanet planerades att påbörjas 2023, vilka då påbörjar att ersätta Belgiens befintliga flotta av 44 ensitsiga F-16A och nio tvåsitsiga F-16B. År 2018 hade Belgiens flotta av General Dynamics F-16 genomsnittlig ålder på drygt 31 år, där det äldsta flygplanet var 36 år gammalt och det yngsta 27 år gammalt. Genom denna affär blev Belgien den trettonde partnern i F-35 programmet.

### Chile
Chile inledde en upphandling av nytt stridsflygplan år 1995. Upphandlingen omfattade 12 stycken flygplan med ett uppskattat värde på cirka 6 miljarder kronor. I upphandlingen som blev en seg och utdragen process ingick amerikanska Lockheed Martin med F-16 och McDonnell Douglas med F-18 Hornet, franska Dassault med Dassault Mirage 2000 och svenska Saab med Saab 39 Gripen. I oktober 2000 lämnade samtliga budgivare sitt sista och sjätte bud till Chiles flygvapenchef Patricio Ríos, vilka lämnades i förseglade kuvert. I det svenska budet lämnades ett även motköp på 12 miljarder kronor, något som landets ledning inte villkorat i upphandlingen. Dock så meddelade det chilenska flygvapnet onsdag den 27 december 2000 att man valde att gå vidare med amerikanska F-16 från Lockheed Martin. Chile kom att inleda förhandlingar med USA. Dock så uppstod det hinder i förhandlingarna då det amerikanska utrikesdepartement ansåg att Jaktroboten AIM-120 AMRAAM inte kunde ingå i ett köp.
Dock så valde Chile i januari 2002 för att köpa 10 stycken amerikanska stridsflygplan F-16C/D Block 50. Chile kom under 2005 att även köpa 18 stycken begagnade F-16A/B från Nederländerna för leverans 2006. 2009 kompletterades dessa med ytterligare 18 begagnade F-16A/B från Nederländerna.

### Danmark
I december 2005 presenterades Saab Gripen DK som ett svar från danska flygvapnet. I januari 2008 lämnades en offert in om 48 flygplan på Gripen DK, till ett värde på cirka 29 miljarder kronor. Anbudstävling pågår och beslut väntades under 2012. Under 2010 avbröt Danmark sin upphandling av ett nytt stridsflygplan. I mars 2013 meddelades det från dansk sida att upphandlingen återupptagits och att ett beslut skall fattas senast i juni 2015 om vilket flygplan Danmark ersätter sina cirka 30 F-16 Fighting Falcon med, vilka beräknas fasas ut mellan åren 2020–2024. I upphandlingen konkurrerade Saab med F/A-18 från Boeing, F-35 från Lockheed samt europeiska Eurofighter Typhoon.
Vid lunchtid måndagen den 21 juli 2014 gick tidsfristen ut för att lämna in en så kallad RFP. Dock så valde Saab tillsammans med Försvarsexportmyndigheten (FXM) att inte fullfölja anbudet. Bakgrunden till att man från svensk sida inte valde att lämna något anbud var att man bedömde det som osannolikt att vinna budgivningen och man ville därmed inte satsa de miljontals kronor och mängder av arbetstimmar som skulle krävas i slutstriden. Enligt dansk media skulle den totala affären vara värd cirka 20-30 miljarder danska kronor. Den danska upphandlingen av nytt stridsflygplan blev därmed den första som Saab och/eller FXM/FMV själva valt att lämna.

### Finland

#### 1990-talet
År 1989 började finländska flygvapnet leta efter ett nytt stridsflygplan för att ersätta sin flotta av MiG-21 och Saab 35 Draken. Under åren 1991 och 1992 utvärderades Dassault Mirage 2000, Saab 39 Gripen, F-16, MiG-29 och F/A-18 Hornet. Den 6 maj 1992 annonserades F/A-18 Hornet som vinnare i affären och sammanlagt kom 64 flygplan att beställas. En stor del till varför Finland valde det amerikanska alternativet framför det svenska, var på grund av att man genom det amerikanska alternativet köpte ett färdigt system. Med det svenska systemet hade Finland fått vänta fram till mitten/slutet 1990-talet på sin första leverans. Då Gripen i anbudsförfarandet fortfarande var under utveckling, och inte heller hade någon serieproduktion påbörjats.

#### 2020-talet
Våren 2015 godkände den svenska regeringen en förfrågan från Finland, om att få ta del av sekretessbelagd information gällande JAS 39 Gripen NG. Detta efter att Finland aviserat att en anskaffningsprocess av nytt stridsflygplan kommer påbörjas hösten 2015, där det finländska försvarsdepartementet under våren 2015 gjorde en förstudie gällande en ersättning av amerikanska F/A-18. De 62 flygplansindivider som det finländska flygvapnet förfogar över köptes in år 1995 (i konkurrens med Saab 39A/B Gripen) och beräknas behöva ersättas i mitten av 2020-talet. Totalt uppskattas affären till 6 miljarder euro, motsvarande cirka 60 miljarder kronor. Vid sidan om Gripen, så kommer antagligen amerikanska F-35A och ryska Suchoj T-50 vara med i den finländska upphandlingen. Den 30 januari 2019 lämnade Saab med stöd av den svenska staten in en offert till Finland avseende 64 Gripenflygplan, bestående av både ensitsiga Gripen E och tvåsitsiga Gripen F, samt nödvändig utrustning och tillhörande tjänster tillhörande Gripensystemet. Utöver själva flygplanen innehåller offerten ingår en motköpsaffär, där bland annat tekniköverföring och flygplanstillverkning av Gripen i Finland. Tekniköverföringen inkluderar underhålls-, reparations- och översynskapacitet till den finländska industrin samt ett centrum av vidmakthållande och utveckling av Gripen i Finland. Den finländska staten beräknar ta ett beslut gällande upphandling av nytt stridsflygplan under 2021.
Den 29 april 2021 lämnade Saab, med stöd av Försvarets materielverk, in till den finländska staten ett så kallat Best and Final Offer (BAFO). Offertens värde uppgick till cirka 10 miljarder euro och omfattade 64 enheter av JAS 39E Gripen och två flygburna spanings- och ledningsplattformar, Saab GlobalEye.
Den 10 december 2021 meddelade den finländska regeringen att man valde att gå vidare med det amerikanska F-35-alternativet. Affären omfattade 64 nya stridsflygplan och värderades till cirka 86 miljarder kronor.

### Grekland
Saab 39 Gripen var ett av flera alternativ när Grekland i slutet av 1990-talet genomförde en upphandling av nya stridsflygplan. År 2000 beslutade dock Grekland för att köpa 60 stycken Eurofighter Typhoon med option på ytterligare 30. I november 2004 rev dock Grekland upp hela ordern, och dementerade samtidigt uppgifter gällande om att upphandlingen skulle göras om. Dock så hade Grekland avsatt under en tioårsperiod (räknat från 2006) 22 miljarder euro för vapenköp, där bland annat ett nytt stridsflygplan fanns med i budgeten.

### Indien
Saab lämnade in 2007 en offert om 126 Gripen NG, där man kom att ingå i den så kallade anbudstävlingen Indiska MRCA-tävlingen. I april 2011 meddelade det indiska försvarsdepartementet att Saab tillsammans med Boeing, Lockheed Martin och Mikojan-Gurevitj inte går vidare för slutförhandling. En anledning som angavs av Saab, till varför Indien ratade Gripen, var att Saab erbjöd ett flygplan som var under utveckling. De indiska slutkandidaterna var Eurofighter Typhoon och Rafale. Den 31 januari 2012 meddelade indiska försvarsdepartementet, att de valde att gå vidare med offereten på 126 flygplan från franska Rafale. Den franska offerten värderades till ett värde på 10 miljarder U.S dollar. Sedan följde 5 år av förhandlingar där det framkom att  det riktiga priset var 18-22 miljarder U.S. dollar.  I slutändan beställdes endast 36 Rafale, och Indien tittar ånyo på Gripen.

### Indonesien
Den 9 januari 2014 rapporterades i media om att det indonesiska försvarsdepartementet planerar att ersätta sin nuvarande flotta av stridsflygplanet Northrop F-5E Tiger. Totalt skulle det röra sig om ett köp av 16 stycken flygplan, vilka man hoppas inkludera i sin strategiska plan för åren 2015–2020. Saab 39 Gripen är ett av flera alternativ som nationen studerat. De övriga flygplanen är Boeing F-15, Lockheed Martin F-16 och Sukhoi Su-35. Den 9 maj 2017 uppgavs det i media att Gripen C/D var ett av tre huvudalternativ för Indonesien, där det uppgavs att landet förhandlade om ett nära samarbete med Sverige och affären skulle omfatta tolv Gripenplan från Saab. Den 12 maj 2017 framom det dock genom chef för utrikeshandel vid indonesiska handelsdepartementet, att landet valt att köpa Sukhoi Su-35, detta som en del i en motköpsaffär. Då Ryssland visade intresse för att köpa indonesiskt återvunnet gummi för cirka 600 miljoner dollar.

### Kanada
I början av 2000-talet började Kanada att titta på ersättare till dess befintliga flygplansflotta av CF-18 Hornet. Totalt har landet 98 individer av CF-18A/B, vilka togs i tjänst 1982. Tänkbara ersättare ansågs vara Lockheed Martin F-35 Lightning II, Eurofighter Typhoon, Saab 39 Gripen, Dassault Rafale, and the Boeing F/A-18E/F Super Hornet. Värdet på att ersätta CF-18 Hornet har uppskattats till mellan 4 och 8 miljarder US Dollar. och då är inte kostnader som underhåll, utbildning och reservdelar inräknande. I juli 2010 bekräftade den kanadensiska regeringen att man valt F-35 Lightning II som ersättare. Bland annat på grund till att landet varit en partner till Joint Strike Fighter programmet sedan 1997. Totalt planerade landet att köpa 65 individer, med leveransstart 2016. I december 2012 meddelades att regeringen övergett planerna på att köpa stridsflygplanet F-35. Detta på grund av de fördyringar och förseningar som uppkommit i projektet. Inför parlamentsvalet hösten 2015 utlovade liberalernas kandidat till premiärministerposten, Justin Trudeau, att man ansåg sig behöva ett billigare stridsflygplan. Då liberalerna vann parlamentsvalet så öppnades dörren för andra tillverkare, då Kanada kommer återstarta projektet med en ersättare till CF-18 Hornet. Detta med bakgrund till att liberalerna inte litade på att den förra regeringens krav som landet bör ställa på ett nytt stridsflygplan. Även om ingen officiell förfrågan till flygplanstillverkare har ställts av Kanadas nya regering, så anses Saab 39 Gripen ligga bra till, på grund av att det anses som ett kostnadsekonomiskt alternativ. Dock så har Saab själva sagt att de inte kommer delta i projektet, av samma anledning som man valde att inte offerera flygplanet till Danmark. Att Kanada till slut skulle välja ett annat alternativ än F-35, ses inte som troligt, då landet skulle äventyra sin trovärdighet i Nordamerika.
Den 4 november 2015 tillträdde Justin Trudeau som Kanadas premiärminister. Den 22 november 2016 tillkännagav den nya regeringen att man hade som avsikt att köpa 18 stridsflygplan av typen Boeing Super Hornet, det som en interimslösning innan nya stridsflygplan kunde köpas. En process som enligt landets försvarsminister Harjit Sajjan skulle kunna ta upp mot fem år. I maj 2017 meddelade försvarsminister Harjit Sajjan att Kanada skulle anskaffa betydligt fler flygplan mot de ursprungliga 65 stridsflygplan, vilka hade föreslagits av den tidigare regeringen. Sajjan menade samtidigt att de 65 stridsflygplan inte skulle medfört en fulltalig flotta, för att uppfylla landets åtaganden i Nato och NORAD samt upprätthålla det nationella luftförsvaret. Den 2 juni 2017 meddelade regeringen att Kanada skulle inleda en upphandling gällande 88 stridsflygplan. I december 2017 meddelande regeringen att den interimslösning som man meddelat om tidigare innefattade ett köp av 18 begagnade F/A-18A/B Hornets från Australien. Något som senare kom att omfatta ytterligare sju stridsflygplan av samma typ samt reservdelar.
I början av november 2018 meddelade franska Dassault Aviation att de officiellt drog tillbaka sin offert på 88 stridsflygplan av typen Dassault Rafale. En stor anledning till att Dassault drog sig ur upphandling uppgavs bero på de kanadensiska kraven på underrättelsetjänstdelning och driftskompatibilitet, det vill säga tekniköverföring. Det bland annat med tanke på det kanadensiska flygvapnet opererar tillsammans med det amerikanska flygvapnet. De kvarvarande flygplanen uppgavs vara amerikanska F-35 och Boeing Super Hornet, sameuropeiska Eurofighter Typhoon samt svenska Saab Gripen. Den kanadensiska regeringen väntas besluta en formell offert i maj 2019, med en första leverans av stridsflygplan under 2025.
Den 31 juli 2020 meddelade Saab att man lämnat in, med stöd av Sverige, ett erbjudande till den kanadensiska staten. Erbjudandet omfattade en försäljning av 88 Gripen E. Förutom flygplanen ingick i erbjudandet även ett omfattande stöd- och träningsprogram samt ett industriellt och teknologiskt paket.
Den 28 mars 2022 meddelade den kanadensiska regeringen att man valde att gå vidare med det amerikanska F-35-alternativet. Affären omfattade 88 nya stridsflygplan med leveransstart 2025 och värderades till dryga 19 miljarder kanadensiska dollar (motsvarande cirka 144 miljarder kronor).

### Nederländerna
Nederländerna efterfrågade information om 85 flygplan år 2009. Dock så har det nederländska försvarsdepartementet valt F-35 Lightning II som favorit. I mitten på 2012 kunde man läsa i svenska medier att det finns en majoritet i det nederländska parlamentet för att dra sig ur utvecklingen av stridsflygplanet F-35 Joint Strike Fighter. Orsaken är att projektet anses ha blivit för dyrt.

### Norge
SAAB lämnade en offert på 48 Gripen NG, men den norska regeringen meddelade den 20 november 2008 att man valde att gå vidare med amerikanska F-35 Joint strike fighter. Kritiker i Norge anser dock att upphandlingen inte gick rätt till och att affären väntas bli dubbelt så dyr. Den 10 februari 2009 lade försvarsminister Sten Tolgfors fram åtta punkter om hur upphandlingen uppfattades från svenska regeringens sida om vad som ej gått korrekt till.
Den amerikanska ambassaden bedrev bakom kulliserna en mycket kraftigare påtryckningskampanj om hur beslutet skulle påverka de norsk-amerikanska relationerna än vad som syntes i det offentliga. Genom Wikileaks diplomatläcka 2010 uppdagades detta och att ambassaden inte offentligt ville visa på någon otillbörlig inskränkning i Norges självständighet och självbestämmande.
Våren 2011 visade nya beräkningar från norsk media att Saab 39 Gripen skulle bli betydligt billigare än F-35. Enligt Norges beslut 2008 skulle ett köp av 42 stycken F-35 kosta 18 miljarder norska kronor. På grund av den ökande utvecklingskostnaden för F-35 skulle ett köp 2011 innebära en kostnadsökning till cirka 28 miljarder norska kronor för samma antal flygplan. Motsvarande kostnad för 42 stycken Saab 39 Gripen beräknades till 24 miljarder norska kronor. Norge har ej officiellt lagt någon order till Lockheed Martin.

### Polen
I samband med att Polen blev medlem av Nato år 1999 var man tvungen att modernisera och anpassa sitt försvar till så kallad Nato-standard, det vill säga en standard anpassad till övriga Nato-medlemmar. Dessutom lovade den polska ledningen att dess flygplansflotta skulle omfatta 160 stycken stridsflygplan. Vintern 2002 skänkte Tyskland 23 stycken MiG-29G/GT till Polen, vilka Luftwaffe erhållit från Östtyskland i samband återföreningen. Polen valde att betala en symbolisk summa på en euro, detta för att affären skulle betraktas som laglig. Emellertid sakndes det runt 40 stridsflygplan för att uppnå målet om 160 stycken flygplan. Den svenska regeringen hade tillsammans med Saab redan i december 2000 erbjudit Polen att låna 16 stycken Saab 39 Gripen under en femårsperiod. I det svenska erbjudanet ingick utbildning och underhållsservice och att hela systemet skulle kunna tas i bruk efter ett och ett halvt år.
Sommaren 2002 gick Polen ut med en formell förfrågan, det vill säga en så kalla RFP (Request For Price) på 48 stycken nya stridsflygplan till amerikanska Lockheed Martin med F-16C/D, franska Dassault Aviation med Dassault Mirage 2000 och till svenska Saab med Saab 39 Gripen. I den svenska offerten inlämndes förutom pris på 48 stycken Gripen även ett erbjudande om motköp med industriellt samarbete värt nästan 80 miljarder kronor.
I april 2003 meddelade Polen att man valde att gå vidare med amerikanska F-16C/D block 52+ för att ersätta sin flotta av MiG-29 och Su-17. Det ansågs att den polska regeringen redan på förhand bestämt sig för amerikanska F-16 och bara för formalitetens skull genomfört ett anbudsförfarande. Detta skulle då skett som ett tack för att USA öppnade dörren till Nato för Polen.

### Rumänien
En offert om leasing av 48 flygplan lämnades in av Saab tillsammans med FMV, dock så beslutade det rumänska försvarsdepartementet den 24 mars 2010 att ersätta sina MiG-21 med 24 stycken begagnade F-16C/D block 25 från USA. Flygplanen tillverkades och levererades till amerikanska flygvapnet mellan åren 1984 och 1986 och kommer närmast från amerikanska Air National Guard. Det totala värdet på affären uppgavs vara 1,3 miljarder dollar. En uppgiven anledning till att Rumänien valde begagnade flygplan var på grund av Rumäniens dåliga ekonomi och att det vidare uppgavs att deras flygvapen får flygplanen gratis, med villkoret att de bland annat står för kostnader för modernisering och utbildning. Det första stridsflygplanet beräknades levereras till Rumänien år 2013.

### Schweiz

#### 2010-talet
Offert om 30 flygplan inlämnad. Beslut väntas under 2011. Den 25 augusti 2010 meddelade Schweiz att deras köp av nytt stridsflygplan skjuts till år 2015. Tanken var att införskaffa 22 flygplan som till hälften skulle ersätta F-5E/F Tiger II. Men på grund av en ansträngd statsbudget skjuts detta beslut på framtiden. Saab är i konkurrens med Rafale och Eurofighter Typhoon. Som en del i den svenska offerten på Gripen, erbjöd den svenska regeringen i juli 2012, Schweiz ett leasingavtal. Leasingen skulle då vara en så kallad government to government-affär, och bestå av 10–12 stycken flygplan av C/D-versioner, fram till att den nya E/F-versionerna kan levereras. Den 28 augusti meddelade Schweiz försvarsminister Ueli Maurer att Schweiz köper 22 stycken Saab 39E Gripen för 3,126 miljarder schweizerfranc (motsvarande 21,47 miljarder kronor). Leveransen beräknas vara klar 2021. Det schweiziska parlamentet och dess båda kamrar har röstade för ett köp av flygplanet. Det Schweiziska Socialdemokratiska partiet tillsammans med De gröna, samlade in 50.000 namnunderskrifter, då båda partierna var emot förslaget om att lägga drygt 3 miljarder schweizerfranc på ett nytt stridsflygplan. Och ville med namnunderskrifterna få till en folkomröstning genom Schweiz tillämpning av direktdemokrati. Grundfrågan gällde inte Gripen, utan själva finansieringen av ett nytt stridsflygplan. Den 18 maj 2014 hölls en folkomröstning, där Schweizarna fick ta ställning till finansieringen av nytt stridsflygplan, tillsammans med förslag till strängare pedofillag och medborgarlön. På morgonen måndag den 19 maj 2014 stod det klart att det schweiziska folket sagt nej till finansieringen till köp av nytt stridsflygplan. Med ett valdeltagande på 56 procent, sade 53,4 procent nej mot 46,6 procent för ja i frågan om finansieringen. Någon formellt svar eller avbokning av affären hade fram till sommaren 2014 inte presenterats offentligt i media. Den 12 augusti 2015 godkände det schweiziska förbundsrådet att 874 miljoner schweizerfranc (cirka 893 miljoner US dollar) fick omfördelades från de medel som avsatts för upphandling av Gripen, i syfte till att modernisera landets luftvärnsvapen samt livstidsförlänga arméns terrängfordon. År 2017 beräknas landet återuppta programmet med att ersätta de föråldrade flygplanen F-5E/F Tiger II.

#### 2020-talet
Den 19 maj 2014 stod det klart att det schweiziska folket sagt nej i en folkomröstning gällande finansieringen till köp av nytt stridsflygplan. Landets problem med en åldrande flygplansflotta kvarstod dock och 2017 återupptog landet programmet med att ersätta de föråldrade flygplanen F-5E/F Tiger II. Den 25 januari 2019 lämnade Saab med stöd av den svenska staten in en offert till Schweiz. Offerten var ett svar på en förfrågan från Schweiz som skickade ut den 6 juli 2018. Saabs offert avser 30 respektive 40 Gripenflygplan av den ensitsiga Gripen E med nödvändig utrustning och tillhörande tjänster tillhörande Gripensystemet. Utöver själva flygplanen erbjuder Saab industriellt samarbete motsvarande 100 procent av kontraktsvärdet. I juni 2019 meddelade Saab att man inte kom att delta i den nya schweiziska flygevalueringen efter att det schweiziska försvarets inköpsorganisation, armasuisse, rekommenderade Saab att inte delta med Gripen E, med anledning av att flygtesterna skulle vara utformade för stridsflygplan som var i operativ drift 2019.

### Serbien
Den 16 december 2011 uppgav nyhetsbyrån Reuters att Saab 39 Gripen är ett av de flygplan som Serbien kommer begära in offert på under 2012. De flygplanen som står i konkurrens till Saab uppgavs vara ryska Suchoj Su-30, amerikanska F-16 Fighting Falcon och F/A-18 Hornet, franska Dassault Rafale, kinesiska JF-17 och europeiska Eurofighter Typhoon. Serbiens flygvapen, vilket drabbades hårt av Natos bombningar 1999, bestod 2011 av 3 stycken MiG-29B och ett 30-tal föråldrade MiG-21bis, vilka tas ur tjänst i slutet av 2012. Vidare förfogar man även ett 30-tal attackflygplan av typ J-22. I juli 2013 föreslog Serbiens försvarsminister Aleksandar Vučić ett köp av 16 flygplan från Ryssland av modellen Mikoyan MiG-29M och två helikoptrar av modellen Mil Mi-17.

### Slovakien
Den 20 december 2013 framkom det i media, vilket också bekräftades av dåvarande svenska Försvarsexportmyndigheten (FXM), att Slovakien var intresserade av leasa ett antal Gripen av C/D-versionen. Detta i syfte att ersätta landets åtta föråldrade MiG-29:or, och samtidigt få fram en gemensam Gripen-lösning tillsammans med Tjeckien. Den gemensamma slovakisk-tjeckiska skvadronen väntas ta form efter 2016. Detta då Slovakiens avtal om underhåll av dess existerande flotta av MiG-29 löper ut den 31 december 2016.
Den 30 augusti 2014 meddelade den svenska regeringen att Sverige, Tjeckien och Slovakien tillsammans undertecknat en avsiktsförklaring rörande samarbete kring Gripen, vilket i längden lägga grunden till en gemensam luftrumsövervakning av Slovakien och Tjeckien.
Den 30 december 2015 framkom det i slovakisk media att slovenska försvarsministeriet kommit överens med Försvarsexportmyndigheten om ett avtal gällande leasing av Gripen-systemet, ett avtal som bland annat skulle omfatta 1 200 flygtimmar. Dock skulle inget avtal skrivas på innan det planerade parlamentsvalet i mars 2016.
Den 11 juli 2018 meddelade Slovakiska Försvarsministeriet att de valt F-16V Block 70/72 före Saab 39 Gripen C. Slovakiens försvarsminister Peter Gajdoš förklarade att över en 30-årsperiod är det amerikanska alternativet 8% billigare än det svenska alternativet, men inköpspriset per plan blir dock flera hundratals miljoner euros dyrare än Gripen. 
Leveransen om 14 stycken F-16V innefattar ett paket med ammunition, utbildning och logistik för totalt €1.589 miljarder. Regeringens skyndsamma beslut meddelades också på NATO-mötet i Bryssel några dagar senare av President Andrej Kiska. Den politiska oppositionen med bl. a den tidigare försvarsministern har framfört kritik att affären inte har genomförts på ett transparent sätt.

### Tyskland
I början av 1990-talet ansåg Tyskland att kostnaderna för utvecklingen Eurofighter var för höga och överdrivna, och såg då Gripen som ett mer ekonomiskt alternativ på grund av dess betydligt lägre driftskostnad. År 1993 valde dock Tyskland att gå vidare med en bantad version av Eurofighter.